# MAMA Awards 2022
MAMA Awards 2022 — 29-е шоу в истории, организована CJ E&M и транслировалась в прямом эфире с 29 по 30 ноября 2022 года. Церемония награждения состоялась в Kyocera Dome Осака, Япония. Церемония награждения является первой церемонией с новым названием, которая проходит за рубежом во время пандемии COVID-19.
В этом году на церемонии была добавлена премия MAMA Platinum Awards, которая будет вручаться артистам, выигравшим все 4 дэсана (Главных приза) сразу за один вечер в течение трех лет подряд. BTS были первыми и пока единственными артистами, получившими награду, благодаря победе во всех четырёх дэсанах в предыдущих 3 премиях.

## Предыстория
23 августа 2022 года CJ E & M объявила, что «Mnet Asian Music Awards» в дальнейшем будет переименована просто в «MAMA Awards». 26 октября Mnet объявила первый состав артистов для церемонии. 9 ноября Mnet объявила второй состав артистов для церемонии. 16 ноября Mnet объявила ведущих церемонии: Чон Соми будет ведущий первого дня, а Пак Погом — второго. Они также объявили, что участник BTS — J-hope выступит на сцене с совместной работой.

## Исполнители

### 1 день
Список выступлений в 1 день MAMA Awards 2022:
| Исполнители                             | Песни                                                                         | Сценическая тема                |
| --------------------------------------- | ----------------------------------------------------------------------------- | ------------------------------- |
| Чон Соми, Ли Лиджунг                    | Песни исполнителя, номинированного на премию «Worldwide Fans' Choice»         | «The New Passion»               |
| Nmixx                                   | «O.O», «Dice»                                                                 | «Downside Up»                   |
| DKZ                                     | «Uh-Heung»                                                                    | «The Final Destination»         |
| Хёрин                                   | «Layin' Low»                                                                  | «Two Women»                     |
| Bibi                                    | «Bibi Vengeance»                                                              | «Two Women»                     |
| Bibi, Хёрин                             | «Youknowbetter», «Law»                                                        | «Two Women»                     |
| JO1                                     | «SuperCali» (MAMA version)                                                    | «I Am, I Wish, I Will»          |
| Le Sserafim                             | «Antifragile», «Fearless»                                                     | «Dear You Who Wish for My Fall» |
| Kep1er                                  | «The Girls (Can’t Turn Me Down)», «Wa Da Da»                                  | «The Girls WaDaDa to Dream»     |
| Forestella                              | «Fake Love» (BTS cover), «Save Our Lives»                                     | «Live a Life of Love»           |
| Street Man Fighter & Кан Даниэль        | «World Changer»                                                               | «Dance Makes One»               |
| Ive,Kep1er,Nmixx, Le Sserafim, NewJeans | «Eleven», «Wa Da Da», «O.O», «Fearless», «Hype Boy», «Cheer Up» (Twice cover) | «LINNK the Next Generation»     |
| TXT                                     | «Opening Sequence», «Lonely Boy», «Good Boy Gone Bad»                         | «Goodbye Romeo»                 |
| Kara                                    | «Lupin», «Step», «Mister», «When I Move»                                      | «Kara Is Back»                  |
| Stray Kids                              | «Venom» (MAMA version), «Maniac» (MAMA version)                               | «Do You Want to Be Oddinary?»   |

Список выступлений во 2 день MAMA Awards 2022:1
| Исполнители                                | Песни                                                                 | Сценическая тема         |
| ------------------------------------------ | --------------------------------------------------------------------- | ------------------------ |
| Чон Джэ Иль                                | «Parasite», «Squid Game»                                              | «The Letter from Music»  |
| Чон Джэ Иль, Tiger JK & 3Racha             | «Music Makes One»                                                     | «The Letter from Music»  |
| Tempest                                    | «Dragon»                                                              | «Fly High»               |
| NewJeans                                   | Intro, «Hype Boy», «Attention»                                        | «NewFriends»             |
| Enhypen                                    | «Blessed-Cursed», «Walk the Line», «Future Perfect (Pass the Mic)»    | «Manifesto: 革命»        |
| Ive                                        | «Eleven», «Love Dive», «After Like»                                   | «God Is Alive»           |
| NiziU и INI                                | «Yuki no Hana» (Мика Накасима cover), «Clap» (Seventeen cover)        | «Into the Universe»      |
| NiziU                                      | «Clap Clap»                                                           | «Into the Universe»      |
| INI                                        | «Spectra»                                                             | «Into the Universe»      |
| Treasure                                   | «Volkno», «Jikjin», «Hello»                                           | «We Don’t Need Way Back» |
| (G)I-dle и Jaurim                          | «Twenty-Five, Twenty-One», «Tomboy» & «Boxing Helena»,"Beeswax Angel" | «We Never Die»           |
| Jaurim                                     | «Hahaha Song»                                                         | «We Never Die»           |
| (G)I-dle                                   | «My Bag», «Tomboy»                                                    | «We Never Die»           |
| Itzy                                       | «Cheshire», «Sneakers»                                                | «Birth of a Queen»       |
| Лим Ён Вун и Моника                        | «If We Ever Meet Again»                                               | «Freakout»               |
| Зико, Street Man Fighter, Соён из (G)I-dle | «New Thing», «Freak»                                                  | «Freakout»               |
| J-Hope                                     | «More», «Arson», «Future»                                             | «I’m Your Hope»          |

## Ведущие
День 1:
- Ан Хён Мо, Нам Юн Су и Гейби — Ведущие красной дорожки[3]
- Чу Джонхёк — Топ-10 по мнению мировых фанатов
- Кан Хан На — Любимый новый исполнитель и Топ-10 по мнению поклонников по всему миру
- Квак Юн Ги и Гейби — Премия Yogibo Chill Artist Award
- Нам Юн Су и Мио Имада — Топ-10 по мнению поклонников по всему миру и любимые новые исполнители
- Пак Сонхун — Любимый новый исполнитель и Топ-10 по мнению поклонников по всему миру
- Пак Се Ри — Любимый азиатский артист и Топ-10 по мнению поклонников по всему миру
- Ли Чжэ Ук — Любимый новый артист и Топ-10 по мнению поклонников по всему миру
- Со Чжи Хе — Топ-10 по мнению поклонников по всему миру
- Пак Погом — Yogibo, Всемирная икона года

День 2:
- Ан Хён Мо, Нам Юн Су и Айки — Ведущие красной дорожки[4]
- Enhypen — Лучшая новая исполнительница женского пола
- Е Чжин Гу — Вдохновляющее достижение
- Ву До Хван — Лучший мужской исполнитель и лучшая женская исполнительница
- Нам Юн Су, Айки — лидеры мирового музыкального тренда
- Мун Гаён — Выдающийся продюсер
- Е Чжин Гу, Ким Сохён — Самый популярный артист мужского пола
- Ким Хэ Чжун, Ли Ын Чжи — Лучшая женская танцевальная группа
- Хван Мин Хен, Ан Сохи — Любимая женская группа и лучшее танцевальное исполнение мужской группы
- Кентаро Сакагути — Альбом года Yogibo
- Чон У Сон — Песня года для Yogibo
- Юна Ким — Артистка года в Yogibo
- Хван Чжон Мин — MAMA Platinum

## Номинанты и победители
Победители и номинанты перечислены в алфавитном порядке. Победители указаны первыми и выделены жирным шрифтом.
Номинанты были объявлены во время прямого эфира 24 октября 2022 года в 18:00 по восточному времени. Голосование началось через час после этого.

### Основные награды
| Лучший исполнитель года Yogibo (Дэсан) | Песня года Yogibo (Дэсан) |
| --- | --- |
| - BTS - (G)I-dle - Blackpink - Ive - Stray Kids | - Ive — «Love Dive» - (G)I-dle — «Tomboy» - Blackpink — «Pink Venom» - BTS — «Yet to Come (The Most Beautiful Moment)» - NewJeans — «Attention»                            |
| Альбом года Yogibo (Дэсан) | Yogibo — всемирная иконв года (Дэсан) |
| - BTS — Proof - Blackpink — Born Pink - NCT Dream — Glitch Mode - Seventeen — Face the Sun - Stray Kids — Maxident | - BTS - Blackpink - Enhypen - Got7 - NCT Dream - Psy - Seventeen - Stray Kids - Tomorrow X Together - Treasure                                                             |
| Лучшая мужская группа | Лучшая женская группа |
| - BTS - Enhypen - NCT Dream - Seventeen - Stray Kids - Tomorrow X Together | - Blackpink - (G)I-dle - Aespa - Itzy - Red Velvet - Twice |
| Лучший исполнитель мужского пола | Лучшая исполнительница женского пола |
| - Лим Ён Ву - J-Hope - Кан Даниэль - Psy - Зико | - Наён - IU - Миён - Сыльги - Тхэён |
| Лучшее танцевальное представление — мужская группа | Лучшее танцевальное представление — женская группа |
| - Seventeen — «Hot» - NCT 127 — «2 Baddies» - NCT Dream — «Glitch Mode» - Stray Kids — «Maniac» - Tomorrow X Together — «Good Boy Gone Bad» - Treasure — «Jikjin»                                                                                               | - Ive — «Love Dive» - (G)I-dle — «Tomboy» - Blackpink — «Pink Venom» - Le Sserafim — «Fearless» - NewJeans — «Attention» - Red Velvet — «Feel My Rhythm»                   |
| Лучшее танцевальное представление — соло | Лучшее вокальное представление — Соло |
| - Psy — «That That» (feat. Suga) - Джессика — «Zoom» - Наён — «Pop!» - Сонми — «Heart Burn» - Йена — «Smiley» (featuring Bibi) | - Тхэён — «INVU» - IU — «Drama» - Ким Минсок — «Drunken Confession» - Ли Мин Чжун — «When It Snows» (feat. Heize) - Лим Ён Ву — «Our Blues, Our Life»                      |
| Лучшее вокальное представление — группа | Лучшая коллаборация |
| - Big Bang — «Still Life» - BTS — «Yet to Come (The Most Beautiful Moment)» - Davichi — «Fanfare» - Enhypen — «Polaroid Love» - Winner — «I Love U» | - Psy (Feat. Suga)- «That That» - 10cm и Big Naughty — «Just 10 Centimeters» - Crush и J-Hope — «Rush Hour» - Локо и Хваса — «Somebody!» - У Вон Чжэ и Meenoi — «Ghosting» |
| Лучший новый мужской исполнитель | Лучший новый женский исполнитель |
| - Xdinary Heroes - ATBO - Tempest - TNX - Younite | - Ive - Kep1er - Le Sserafim - NewJeans - Nmixx - Чхве Йена |
| Лучший OST | Лучшая хип-хоп и городская музыка |
| - MeloMance — «Love, Maybe» (from Business Proposal) - 10cm — «Drawer» (from Our Beloved Summer) - Чимин and Он Сону — «With You» (from Our Blues) - V — «Christmas Tree» (from Our Beloved Summer) - Wonstein — «Your Existence» (from Twenty-Five Twenty-One) | - Джей Пак — «Ganadara» (feat. IU) - Be'O — «Counting Stars» (feat.Beenzino) - Big Naughty — «Beyond Love» (feat. 10cm) - J-Hope — «More» - Зико — «Freak»                 |
| Лучшее выступление группы | Лучшее музыкальное видео |
| - Xdinary Heroes — «Happy Death Day» - Jannabi — «Grippin' the Green» - Jaurim — «Stay with Me» - Lucy — «Play» - The Black Skirts — «My Little Lambs» | - Blackpink — «Pink Venom» |

### Любимые награды
| Топ-10 по мнению фанатов по всему миру | Топ-10 по мнению фанатов по всему миру |
| --- | -------------------------------------- |
| - Blackpink - BTS - Enhypen - Got7 - NCT Dream - Psy - Seventeen - Stray Kids - Tomorrow X Together - Treasure Список номинированных исполнителей \| - Aespa - Astro - Ateez - Big Bang - Billlie - Brave Girls - BtoB - Chungha - Crush - Dreamcatcher - Everglow - Fromis 9 - (G)I-dle - Girls' Generation - Itzy - IU - Ive - Jay Park - Джессика - Джо Ю Ри - Кхаи - Кан Даниэль - Kard - Kep1er - Le Sserafim - Loona - Mamamoo - Monsta X - NCT 127 - NewJeans - Nmixx - Oneus - Pentagon - Red Velvet - STAYC - Sunmi - The Boyz - Twice - Winner - Yena \| |                                        |
| Любимый новый исполнитель | Любимая азиатская исполнительница      |
| - Ive - Kep1er - Le Sserafim - Nmixx | - JO1                                  |
| Любимая женская группа |                                        |
| - (G)I-dle |                                        |
| - Aespa - Astro - Ateez - Big Bang - Billlie - Brave Girls - BtoB - Chungha - Crush - Dreamcatcher - Everglow - Fromis 9 - (G)I-dle - Girls' Generation - Itzy - IU - Ive - Jay Park - Джессика - Джо Ю Ри - Кхаи - Кан Даниэль - Kard - Kep1er - Le Sserafim - Loona - Mamamoo - Monsta X - NCT 127 - NewJeans - Nmixx - Oneus - Pentagon - Red Velvet - STAYC - Sunmi - The Boyz - Twice - Winner - Yena |                                        |

### Специальные награды
| Категория                 | Категория                 | Победитель |
| ------------------------- | ------------------------- | ---------- |
| Yogibo Chill Artist       | Yogibo Chill Artist       | Stray Kids |
| Bibigo Culture and Style  | Bibigo Culture and Style  | J-Hope     |
| Inspiring Achievement     | Inspiring Achievement     | Jaurim     |
| Global Music Trend Leader | Global Music Trend Leader | Зико       |
| Most Popular Male Artist  | Most Popular Male Artist  | J-Hope     |
| Most Popular Group        | Most Popular Group        | Stray Kids |
| MAMA Platinum             | MAMA Platinum             | BTS        |

### Профессиональные категории
| Категория        | Победитель  | Работа    |
| ---------------- | ----------- | --------- |
| Продюсер прорыва | Мин Хи Чжин | New Jeans |

### Многочисленные победы
Следующие исполнители получили три или более наград:
| Награды | Исполнитель |
| ------- | ----------- |
| 6       | BTS         |
| 4       | Ive         |
| 3       | Blackpink   |
| 3       | Psy         |
| 3       | Stray Kids  |

## Трансляция
Церемония вручения премии MAMA Awards 2022 будет транслировалась в прямом эфире по всему миру из Mnet с одновременной трансляцией по каналам CJ E&M (если таковые имеются) и другим международным сетям, а также онлайн через Mnet K-pop, Mnet TV, M2 и аккаунт KCON на YouTube. Красная дорожка будет транслироваться в прямом эфире за 2 часа до основной церемонии.
| Страна        | Сеть                                                  | Сеть                                                |
| ------------- | ----------------------------------------------------- | --------------------------------------------------- |
| По всему миру | YouTube (Mnet K-Pop, Mnet TV, M2 and KCON Official)   | YouTube (Mnet K-Pop, Mnet TV, M2 and KCON Official) |
| Южная Корея   | Mnet, tvN Show (awards show only), TVING              | Mnet, tvN Show (awards show only), TVING            |
| Япония        | Mnet Japan, Mnet Smart+, au Smart Pass                | Mnet Japan, Mnet Smart+, au Smart Pass              |
| Сингапур      | Channel U (live highlights), MeWATCH                  | tvN Asia                                            |
| Тайвань       | FET Friday Video, FET Mobile Circle app (Far EasTone) | tvN Asia                                            |
| Малайзия      | TonTon (awards show only)                             | tvN Asia                                            |
| Вьетнам       | FPT Play                                              | FPT Play                                            |
| Филиппины     | tvN Asia (via Smart GigaPlay & Cignal (PLDT Group))   | tvN Asia (via Smart GigaPlay & Cignal (PLDT Group)) |
| Гонконг       | tvN Asia                                              | tvN Asia                                            |
| Индонезия     | tvN Asia                                              | tvN Asia                                            |
| Таиланд       | tvN Asia                                              | tvN Asia                                            |
| Мьянма        | tvN Asia                                              | tvN Asia                                            |
| Мальдивы      | tvN Asia                                              | tvN Asia                                            |
| Макао         | tvN Asia                                              | tvN Asia                                            |
| Шри-Ланка     | tvN Asia                                              | tvN Asia                                            |